# Redondilla
Die Redondilla (span. „Lied zum Rundtanz“, port. auch Redondilha) ist eine Strophenform in der spanischen Dichtung. Sie besteht aus achtsilbigen Vierzeilern (Redondilla mayor, daneben auch die weniger häufige sechssilbige Redondilla menor). Der Kreuzreim (rima cruzada) abab ist seit dem 11., der umarmende Reim (rima abrazada)  abba seit dem 14. Jahrhundert nachgewiesen. Die jüngere Form setzte sich durch und gilt heute als die eigentliche. Sie ist wohl entstanden aus der Aufspaltung der Copla de arte menor (siehe arte menor) und ist verwandt mit der Quintilla.
Die Redondilla erlebte ihre Blüte im Siglo de Oro während des 16. und 17. Jahrhunderts. In dieser Zeit wurde sie zur selbstständigen Strophenform in Lyrik und Drama bei Juan de la Cueva, Lope de Vega, Tirso de Molina, Guillén de Castro und Juan Pérez de Montalbán. Während des Neoklassizismus verlor sie ihre Bedeutung in Spanien, hat sich aber in der lateinamerikanischen Literatur des 17. Jahrhunderts u. a. durch Juana Inés de la Cruz behaupten können. In der Moderne wurde die Redondilla wieder beliebt.